# Premi Internacional Catalunya

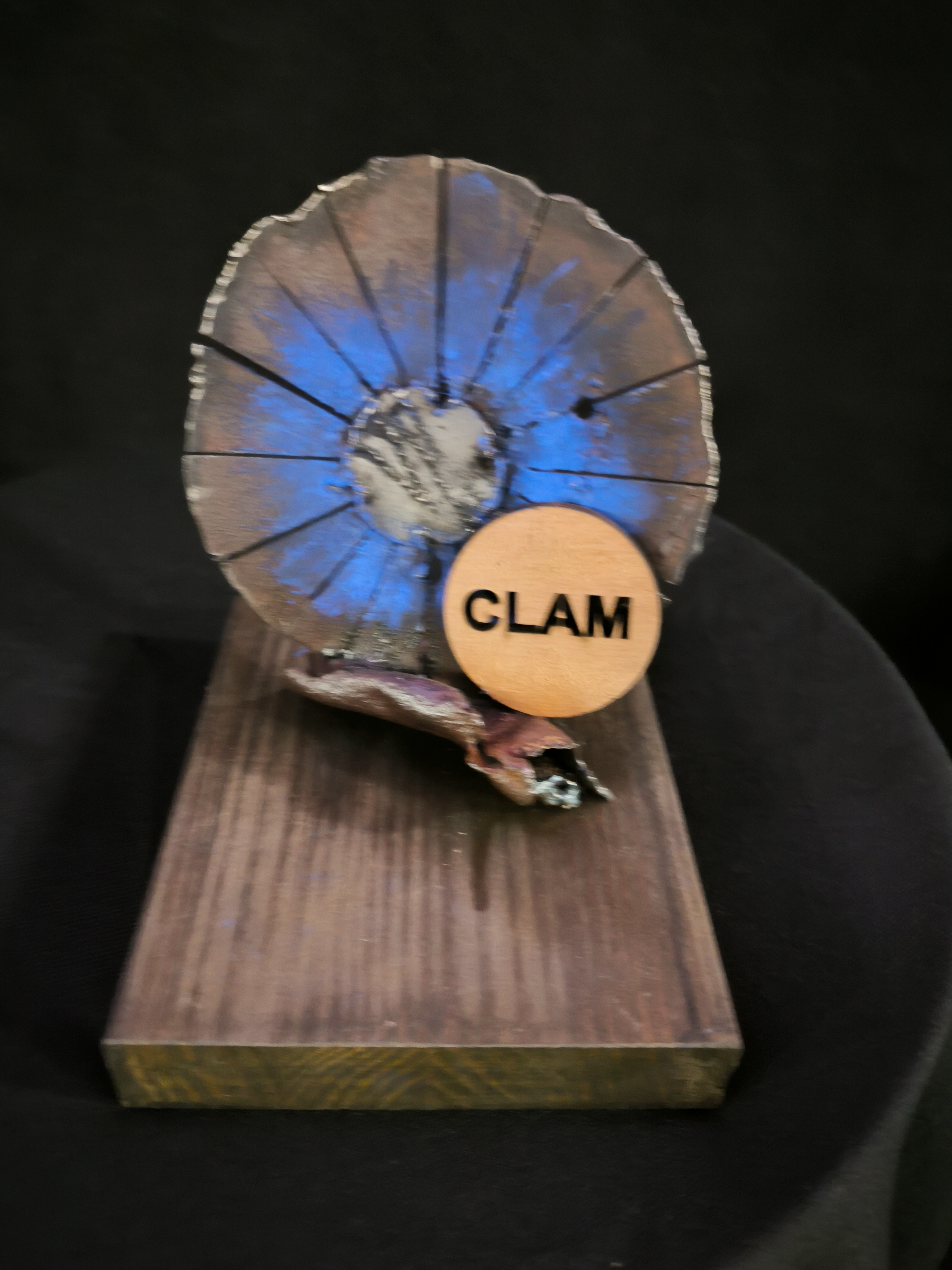
Auszeichnung

Der Premi Internacional Catalunya  ist ein katalanischer Kulturpreis, der von der Generalitat de Catalunya verliehen wird. Die Jury des Preises setzt sich aus namhaften Persönlichkeiten aus der Welt von Wissenschaft, Wirtschaft, Kunst und Kultur zusammen. Die Generalität von Katalonien rief den Premi Internacional Catalunya 1989 mit folgenden Zielen ins Leben: Anerkennung und Förderung herausragender kreativer Leistungen, dem katalanischen Volk Beispiele höchster Qualität und Anforderung in allen Aspekten der Kultur zu vermitteln, sowie die Etablierung Kataloniens in der Welt großer internationaler Auszeichnungen.
Der mit 80.000 Euro und einem Abguss der Skulptur Der Schlüssel und der Buchstabe von Antoni Tàpies dotierte Preis wird jährlich an Personen verliehen, die einen wichtigen Beitrag zur Entwicklung kultureller, wissenschaftlicher oder menschlicher Werte geleistet haben. Institutionen aus dem In- und Ausland und die Mitglieder der Jury können Kandidaten vorschlagen, entsprechend den Grundlagen, die jährlich in der Ausschreibung des Preises veröffentlicht werden.
| Jahr der Verleihung | Preisträger                                                 | Nationalität                        | Bereich                                    |
| ------------------- | ----------------------------------------------------------- | ----------------------------------- | ------------------------------------------ |
| 1989                | Karl Popper                                                 | Großbritannien                      | Philosoph                                  |
| 1990                | Abdus Salam                                                 | Pakistan                            | Physiker                                   |
| 1991                | Jacques Cousteau                                            | Frankreich                          | Meeresbiologe                              |
| 1992                | Mstislav Rostropóvich                                       | Russland                            | Musiker                                    |
| 1993                | Luigi Luca Cavalli-Sforza                                   | Italien                             | Genetiker                                  |
| 1994                | Edgar Morin                                                 | Frankreich                          | Soziologe                                  |
| 1995                | Václav Havel Richard von Weizsäcker                         | Tschechische Republik Deutschland   | Schriftsteller und Politiker Politiker     |
| 1996                | Yaşar Kemal                                                 | Türkei                              | Schriftsteller                             |
| 1997                | Amartya Sen                                                 | Indien                              | Wirtschaftswissenschaftler                 |
| 1998                | Jacques Delors                                              | Frankreich                          | Politiker                                  |
| 1999                | Doris Lessing                                               | Großbritannien                      | Schriftsteller                             |
| 2000                | Abdallah Laroui                                             | Marokko                             | Historiker                                 |
| 2001                | Andrea Riccardi                                             | Italien                             | Historiker                                 |
| 2002                | Harold Bloom                                                | USA                                 | Essayist                                   |
| 2003                | Nawal El Saadawi                                            | Ägypten                             | Schriftstellerin                           |
| 2004                | Sari Nusseibeh Amos Oz                                      | Palestina Israel                    | Philosoph Schriftsteller                   |
| 2005                | Claude Lévi-Strauss                                         | Frankreich                          | Anthropologe                               |
| 2006                | Pere Casaldáliga                                            | Spanien                             | Religionswissenschaftler                   |
| 2007                | Edward Osborne Wilson                                       | USA                                 | Biologe                                    |
| 2008                | Cynthia Maung Aung San Suu Kyi                              | Myanmar                             | Medien-Aktivist                            |
| 2009                | Bill Viola                                                  | USA                                 | Videokünstler                              |
| 2010                | Jimmy Carter                                                | USA                                 | Politiker                                  |
| 2011                | Haruki Murakami                                             | Japan                               | Schriftsteller                             |
| 2012                | Luiz Inácio Lula da Silva                                   | Brasilien                           | Politiker                                  |
| 2013                | Malala Yousafzai Gro Harlem Brundtland                      | Pakistan Norwegen                   | Politische Aktivistin Politikerin          |
| 2014                | Desmond Tutu                                                | Südafrika                           | Politischer Aktivist                       |
| 2015                | Jane Goodall                                                | Großbritannien                      | Primatologin                               |
| 2016                | Josep Baselga Manel Esteller Joan Massagué                  | Spanien                             | Mediziner                                  |
| 2017                | Costa-Gavras                                                | Griechenland                        | Regisseur                                  |
| 2018                | Vinton Cerf                                                 | USA                                 | Informatiker                               |
| 2019                | Ngũgĩ wa Thiong’o                                           | Kenia                               | Schriftsteller                             |
| 2020                | Özlem Türeci Dania El Mazloum Anxhela Gradeci Tijana Postic | Deutschland Syrien Albanien Bosnien | Pharmakologin Medizinerin Krankenschwester |
| 2021                | Judith Butler                                               | USA                                 | Philosoph                                  |
| 2022                | Svetlana Alexievich                                         | Ukraine                             | Journalistin                               |
| 2023                | Joseph E. Stiglitz                                          | USA                                 | Wirtschaftswissenschaftler                 |